# John Maclean (Chemiker)
John Maclean (* 1. März 1771 in Glasgow; † 17. Februar 1814 in Princeton, New Jersey) war ein schottisch-amerikanischer Chemiker.
Maclean verlor früh seine Eltern. Ein Gönner nahm sich seiner an und er besuchte schon mit 13 Jahren die University of Glasgow. Er gewann als Student verschiedene Preise und wurde 1787 zur Weiterbildung in Chemie und Chirurgie nach Edinburgh, Paris und London geschickt. Dort traf er Antoine-Laurent Lavoisier und Claude-Louis Berthollet. 1790 war er wieder in Glasgow und erhielt seinen Abschluss in Chirurgie und Pharmazie. Er praktizierte ein Jahr und ging 1795 nach Princeton, wo er anfangs als Arzt praktizierte, im selben Jahr aber Professor für Chemie und Naturgeschichte am College of New Jersey wurde. 1797 wurde er Professor für Mathematik und Naturphilosophie und gab seine Arzt-Praxis auf. 1812 ging er für ein Jahr an das College of William and Mary von Williamsburg (Virginia) als Professor für Chemie und Naturphilosophie.
Er war der erste amerikanische Chemieprofessor, der nicht an einer Medizinfakultät lehrte.
Er trug mit seinem Buch Two lectures on combustion zur Überwindung der Phlogiston-Theorie bei. Er teilte die Chemie in die der toten und lebendigen Materie und unterschied bei der toten Materie 20 Elemente (wie Wasserstoff, Sauerstoff, Aluminium, Platin) und 17 einfache Verbindungen (Soda, Säuren, Pottasche u. a.) als Grundbestandteile.

## Schriften
- Two lectures on combustion 1797